# طرواديون

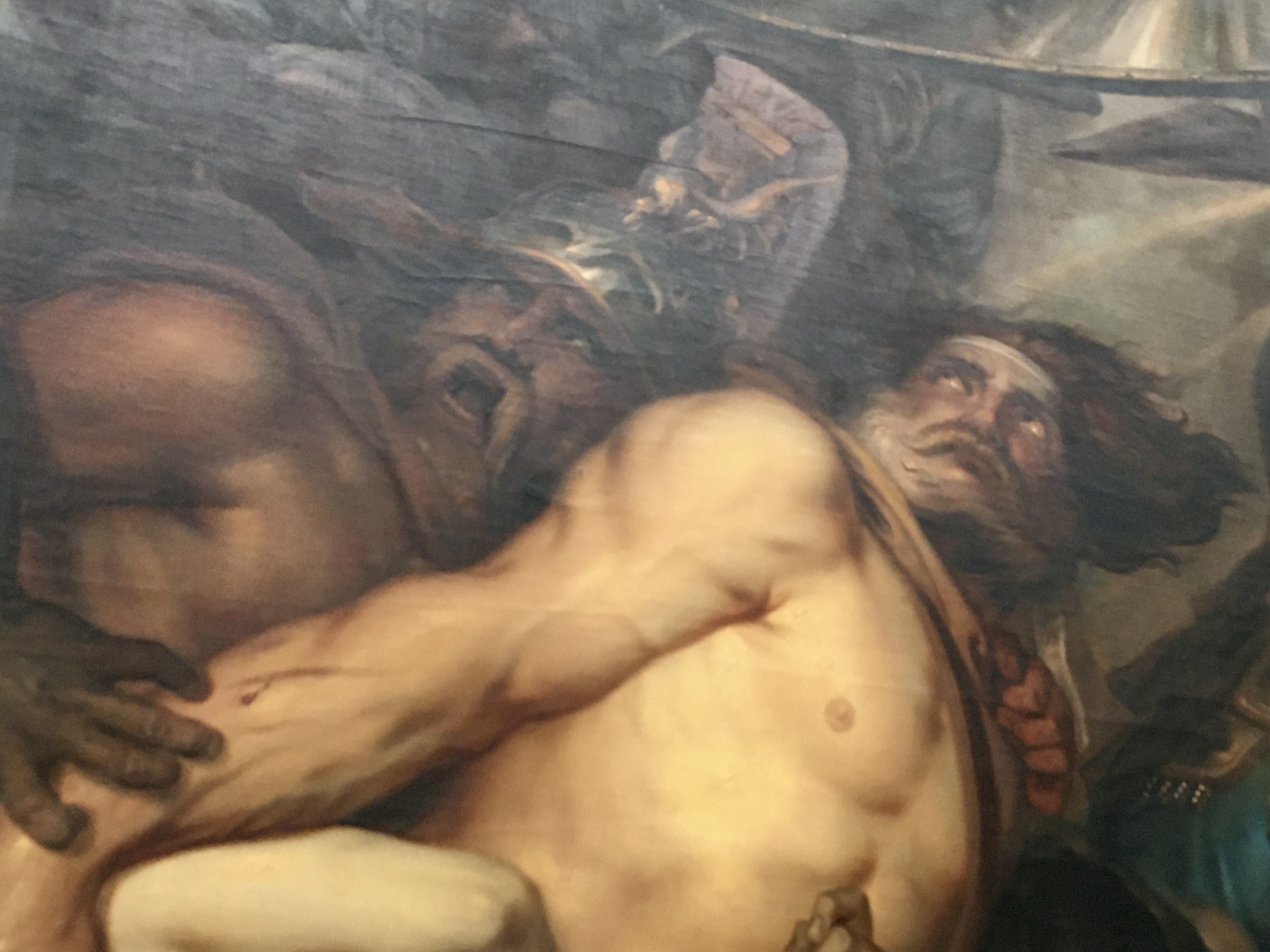
متحف فيرتز، بروكسل

الطرواديون هم أمة من الإغريق على الأرجح، عاشوا في مدينة طروادة يعظمون الإله أبولو حامي مدينتهم، أبدوا صمودا أسطوريا في حرب طروادة (حسب الإلياذة) دام حوالي 10 سنوات، وكادوا أن ينتصروا في الحرب لولا الحيلة العبقرية لأوديسيوس وهي حصان طروادة. ويظن بعض المؤرخين أنهم من الليديين الحميريين.